# Muhammad ibn Abd al-Wahhab
Shayk Muhammad ibn `Abd al-Wahhab (arabisk: født محمد بن عبد الوهاب; 1703 i 'Uyayna nord for Riyadh, nu i Saudi-Arabien, død 20. juni 1792 i emiratet Diriyah) var en muslimsk lærer, som forsøgte at føre den islamiske religion tilbage til dens arabiske ophav. Han grundlagde den meget strenge og fundamentalistiske sunniislamske retning wahhabisme, som baserer sig på den måde, de første muslimer tolkede religionens regler. Retningens tilhængere kaldte sig selv salafister, efter som Al-Wahab er et af Guds 99 kendte navne i islam, og de derfor undgår brugen af "wahhabi". Wahhab indgik en alliance med Muhammed ibn Saud fra Al Sa'ud-familien, som blandt andet indebar, at ibn Sa'ud skulle indføre al-Wahhabs lære i de områder, som han erobrede. Dermed blev wahhabismen Saudi Arabiens statsreligion, da sa'udiene samlede landet i 1920-erne. Også Staten Qatar har i dag denne retning som sin statsreligion, og selv om retningen har få tilhængere sammenlignede med andre islamske lovskoler. 

## Liv og virke

### Baggrund og studier
Muhammad ibn Abd al Wahhab blev opfostret i Ahmad bin Hanbals rite, den strengeste af de fire ortodokse islamske skoleretninger. Han studerede i sin ungdom hovedsagelig i Damaskus. 
Han kom i berøring med den meget hanbalittiske retning, som var blevet grundlagt af Taqi al-Din Ibn Taymiyya. Denne, som var en betydelig religiøs og etisk personlighed (død 1328 i Damaskus), havde med flammende iver optrådt som reformator af islams mange foreteelser, som var blevet blandet ind fra andre religioner, og som havde vundet almen erkendelse selv inden for de ortodokse skoler. 
Islams historiske udvikling er betinget af tre faktorer: Koranen, sunna og ijma, det vil sige konsensus blandt de teologiske autoriteter. Blandt disse var ijma imidlertid blevet formen for en særlig vidtgående religionsblandning ved hvilken alskens religiøse anskuelser, skikke og brug var blevet optagne og forenede med profeten Muhammeds religion under tilpasning til omgivende religionsformer. Ibn Taymiyyas reformation gik netop ud på at bortskære den af ijma betingede udvikling og genindsætte Koranen og Muhammeds sunna som eneste normer for det religiøse liv.
Muhammad ibn Abd al Wahhab blev hans konsekventeste og mest betydelige efterfølger. Han forkastede radikalt ijma og alle under dens autoritet indførte fornyelser og gik ind for streng og bogstavelig efterfølgelse af Koranen og sunna. Han bekæmpede den ophøjelse over det menneskeliges sfære, som under kristen indflydelse var kommet profetens person til del langt ind i de ortodokse sunniters lejr. Lige så afvisende stillede han sig til shiiternes delvis gnostisk betingede overophøjelse af Ali, Hasan og Husayn. Han gjorde dette for at i hele dens strenghed hævde det islamske monoteistiske gudsbegreb. Han skrev en bog om monoteisme, Kitab al-Tawhid. Den består af en række kortere kapitler, som forklarer monoteismen med bevis fra Koranen og den autentiske sunna.
Han forkastede helt de fire ortodokse retsskoler. Han vendte et flammende had mod en mængde populære skikke og brug, som - i strid med Koranen og sunna - var blevet godtagne af ijma, for eksempel den i islam yderst almindelige helgenkult, processioner omkring profetens og hellige mænds grave, brugen af rosenkransen og så videre. 
Også i rent ydre ting skulle en tilbagevenden til profetens enkle religion finde sted ved, at han forbød al luksus i klædedragt, nydelse af rusdrikke (alkohol), hash og tobak, hasardspil og al vellevned. Alle, som ikke adlød hans bud, skulle betragtes som frafaldne og dræbes.

### Religiøs agitation og alliance med Muhammed ibn Saud
Han begav sig til Basra for at sprede sin religiøse lære blandt shiitterne der, men blev i stedet smidt ud. Efter, at hans far døde i 1740, startede han en religiøs kampagne, hvorunder gravsten og moskéer byggede over grave af hellige mænd blev ødelagte. Han fik også opmærksomhed, da han forordnede det således, at kvinde blev stenet på grund af utroskab. 
Dette førte til, at hans eget liv kom i fare, og han begav sig til Diriyah, hovedstaden i Nejd, som blev styret af Muhammed ibn Saud. Med denne indgik han en alliance, som gik ud på at indføre ibn Abd al Wahhabs lære i de områder, som ibn Saud erobrede. Alliancen blev bekræftet ved, at Muhammed ibn Saud giftede sig med Muhammad ibn Abd al Wahhabs datter. Ved denne alliance kom Abd al Wahhabs lære til at få politisk betydning, og sammen startede de i 1744 en militant wahhabitisk reformbevægelse i den arabiske verden.
Tilhængerne af Muhammad ibn Abd al Wahhabs lære, wahhabiterne, betragter sig selv som de eneste rette muwahhidun ("bekjennere af Guds enhed") og betragter alle andre muslimer med Koranens ord som musrikun ("sådanne som sætter andre væsener ved Guds side").

## Ætten Wahhab
Efter Muhammad ibn Abdul Wahhabs (også kaldet Sheik Muhammed) død blev hans ætlinger kaldet Al al-Schejk, af Sheiks æt, og de har bevaret deres separate identitet ind i det 21. århundrede. Medlemmer af ætten er indgiftede i huset al-Saud. De indtager en fremtrædende rolle inden for ulama (de religiøse lærde, som styrer og regulerer det religiøse liv i landet) og er mægtigst i ministerrådet efter kongefamilien al-Saud selv og har vigtige ledende poster inden for politi og de væbnede styrker.

## Værker
- Risālah Aslu Dīn Al-Islām wa Qā’idatuhu Arkiveret 23. juli 2014 hos  Wayback Machine
- Kitab al-Quran (The book of Allah)
- Kitab at-Tawhid (The Book of the Unity of God)
- Kashf ush-Shubuhaat (Clarification of the Doubts)
- Al-Usool-uth-Thalaatha" (The Three Fundamental Principles)
- Al Qawaaid Al ‘Arbaa’ Arkiveret 13. august 2013 hos  Wayback Machine (The Four Foundations of Shirk)
- Al-Usool us Sittah (De seks principper)
- Nawaaqid al Islaam (Nullifiers of Islaam)
- Adab al-Mashy Ila as-Salat (Manners of Walking to the Prayer)
- Usul al-Iman (Foundations of Faith)
- Fada'il al-Islam (Excellent Virtues of Islam)
- Fada'il al-Qur'an (Excellent Virtues of the Qur'an)
- Majmu'a al-Hadith 'Ala Abwab al-Fiqh (Compendium of the Hadith on the Main Topics of the Fiqh)
- Mukhtasar al-Iman (Abridgement of the Faith; i.e. the summarised version of a work on Faith)
- Mukhtasar al-Insaf wa'l-Sharh al-Kabir (Abridgement of the Equity and the Great Explanation)
- Mukhtasar Sirat al-Rasul (Kortfattet profetbiografi)
- Kitabu l-Kabair (Bog om de store synder)
- Kitabu l-Iman (The Book of Trust)